# ولید الرجا
ولید الرجا (انگلیسی: Waleed Al-Rajaa؛ زادهٔ ۴ نوامبر ۱۹۸۱) یک ورزشکار اهل عربستان سعودی است.
از باشگاه‌هایی که در آن بازی کرده‌است می‌توان به باشگاه فوتبال الاتفاق عربستان سعودی، باشگاه فوتبال التعاون عربستان سعودی، و باشگاه فوتبال هجر عربستان سعودی اشاره کرد.